# Waidhaus
Waidhaus je obec v Německu, ležící v okrese Neustadt an der Waldnaab v Bavorsku při hranicích s Českou republikou. Na německé straně se v blízkosti obce nachází město Pleystein, na české město Rozvadov.
Obec leží nedaleko významného hraničního přechodu Rozvadov, kterým prochází dálnice D5 (respektive německá dálnice A6).
Nedaleko obce se rovněž nachází místo, kterým prochází mezi Českou republikou a Německem ropovod Ingolstadt a trať přenosové soustavy elektrického vedení GKK Etzenricht.

## Sousední obce
Sousední obce jsou: Rozvadov, Eslarn, Pleystein, Georgenberg.
| Růžice kompasu | Georgenberg 10 km | Rozvadov 5 km | Rozvadov 5 km | Růžice kompasu |
| Růžice kompasu | Pleystein 8 km    | Sever         | Rozvadov 5 km | Růžice kompasu |
| Růžice kompasu | Pleystein 8 km    | Waidhaus      | Rozvadov 5 km | Růžice kompasu |
| Růžice kompasu | Pleystein 8 km    | Jih           | Rozvadov 5 km | Růžice kompasu |
| Růžice kompasu | Pleystein 8 km    | Eslarn 8 km   | Eslarn 8 km   | Růžice kompasu |

## Historie

### do založení vlastní obce
Jako hraniční bod na významné obchodní a státní stezce mezi Franky (Norimberk), Horní Falcí a Českým královstvím (Plzeň, Praha) byl Waidhaus za třicetileté války svědkem těžkých bojů. V létě 1621 se zde na rozkaz Arnošta z Mansfeldu opevnily jednotky z Čech ustupující armády falckraběte Fridricha V. tzv. Zimního krále. Podařilo se jim od července do září úspěšně bránit proti oddílům Katolické ligy, kdy tudy chtěl dosud vítězný velitel bavorsko-ligistické armády, generálporučík Tilly zaútočit na Horní Falc. Mansfeldova velmi obratně položená polní opevnění jsou nyní středem zájmu archeologických výzkumů a představují jedinečný historický soubor a slibující bohaté poznatky raně novověkého vojenského stavitelství. 
Waidhaus byl sídlem urbánního a soudního úřadu, v 18. století mu bylo propůjčeno právo tržní vsi. Waidhaus náležel k správnímu úřadu v Amberku a zemskému soudu v Treswitz. Na základě správních reforem na počátku 19. století se obecním ediktem roku 1818 stal Waidhaus samostatnou obcí. 

### 19. a 20. století
V roce 1877 obnovil bavorský král Ludvík II. propůjčení práv tržní vsi. 
Roku 1945 se Waidhaus stal součástí americké okupační zóny. Blízké sousedství Československa – satelitního státu SSSR vedlo k důkladnému střežení opevněné hranice, tzv. Železné opony. 
Ve Waidhausu byl důležitý (mimo jiné i tzv. diplomatický) hraniční přechod. Nicméně od 21. prosince 2007 jsou celnice opuštěné, Česká republika vstoupila do Schengenského prostoru a na hranicích již neprobíhá žádná kontrola. 

## Galerie

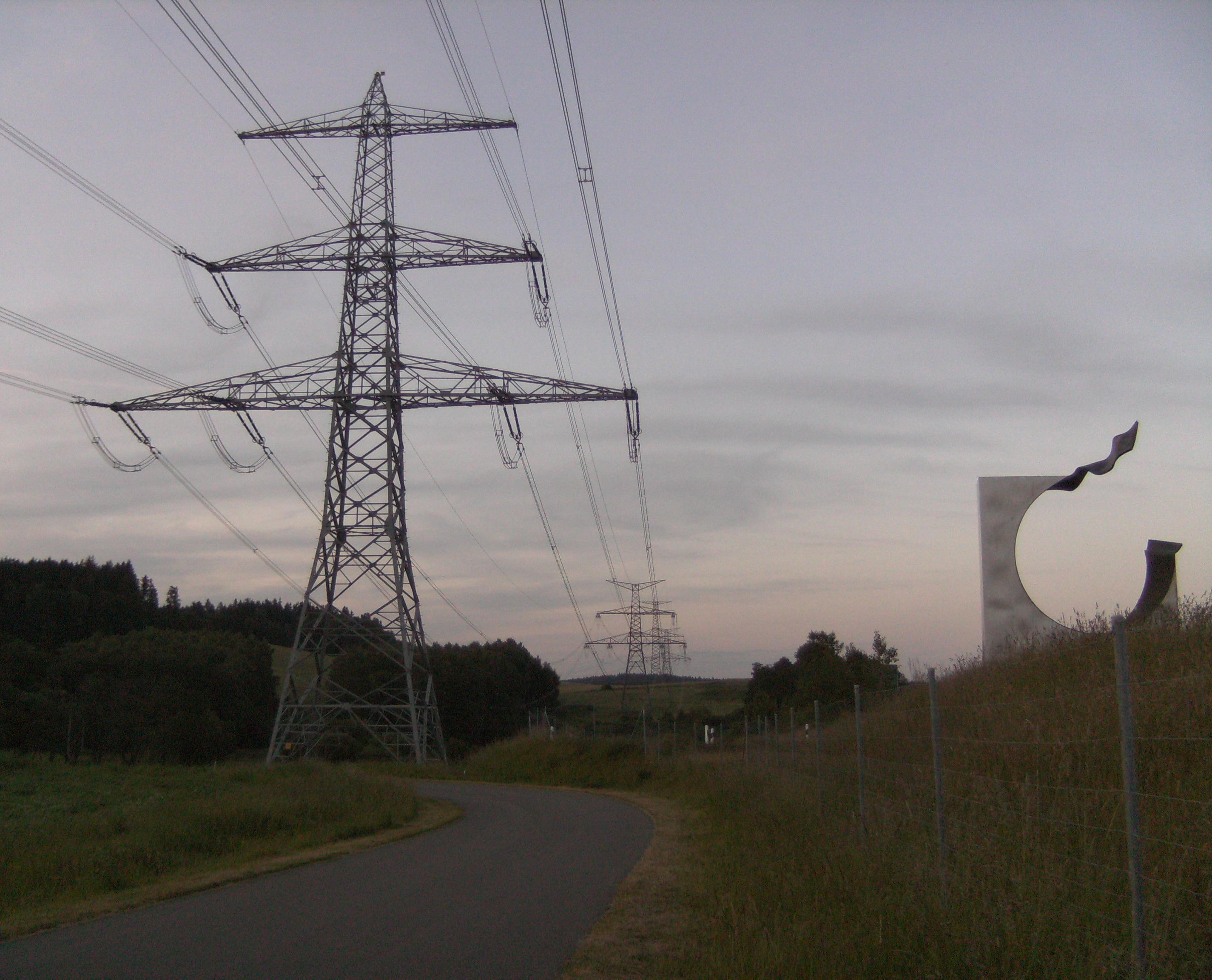
Elektrické vedení o napětí 380 kV nedaleko Waidhausu, první stožár je v Německu, zbylé jsou již na území ČR
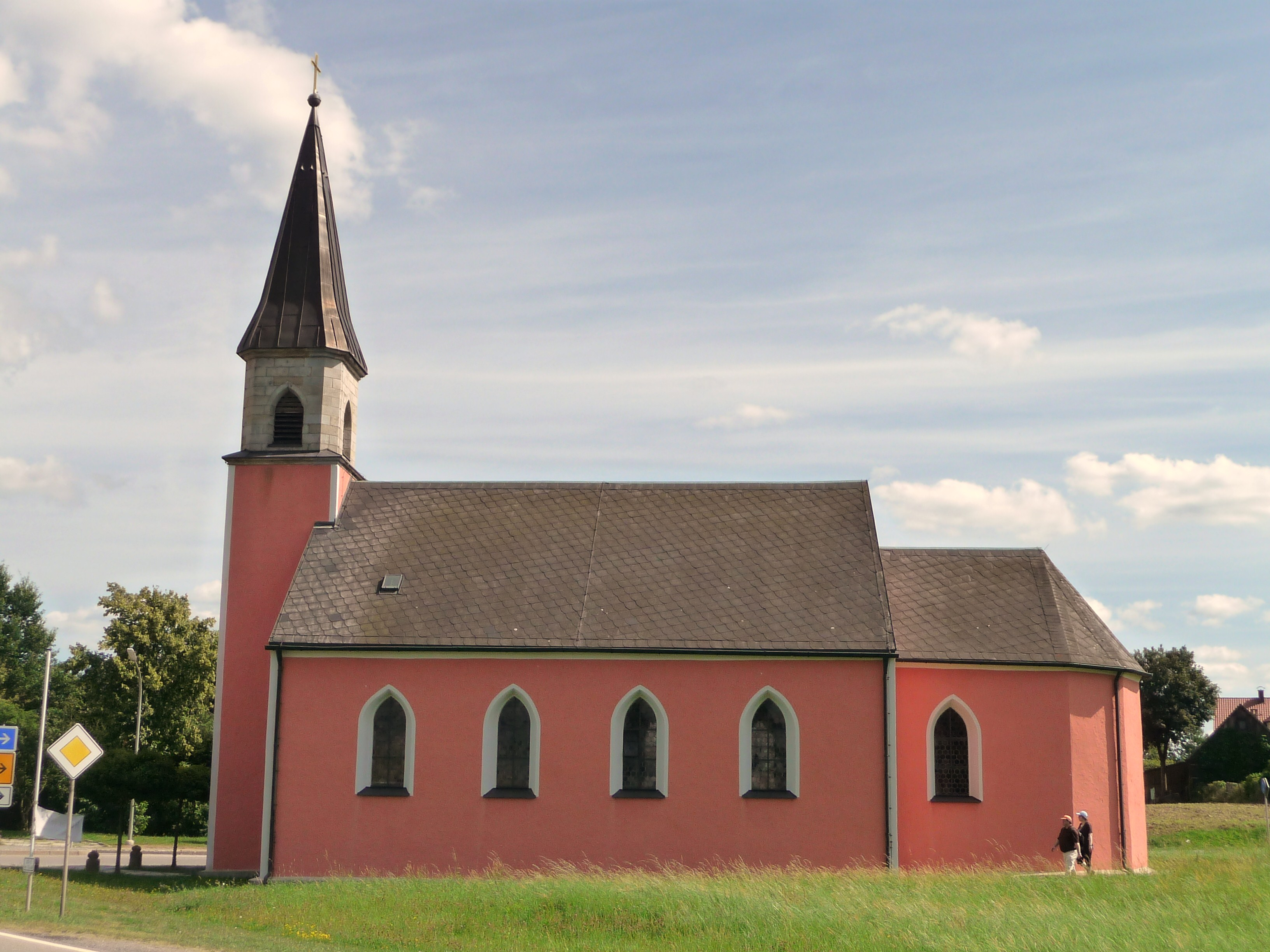
Ekumenický dálniční kostel Nejsvětější Trojice ve Waidhausu
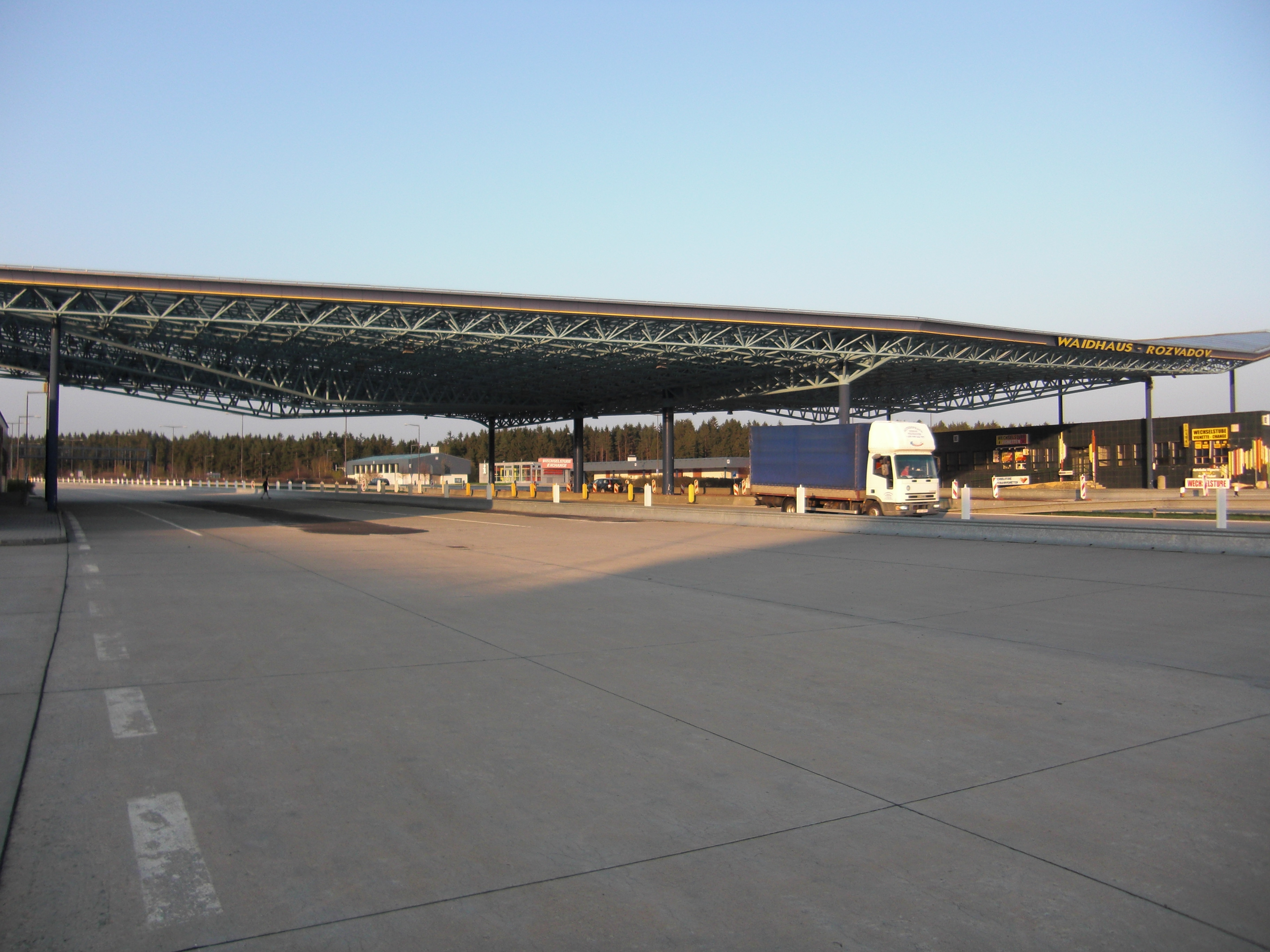
Hraniční přechod Rozvadov - Waidhaus (D 5)
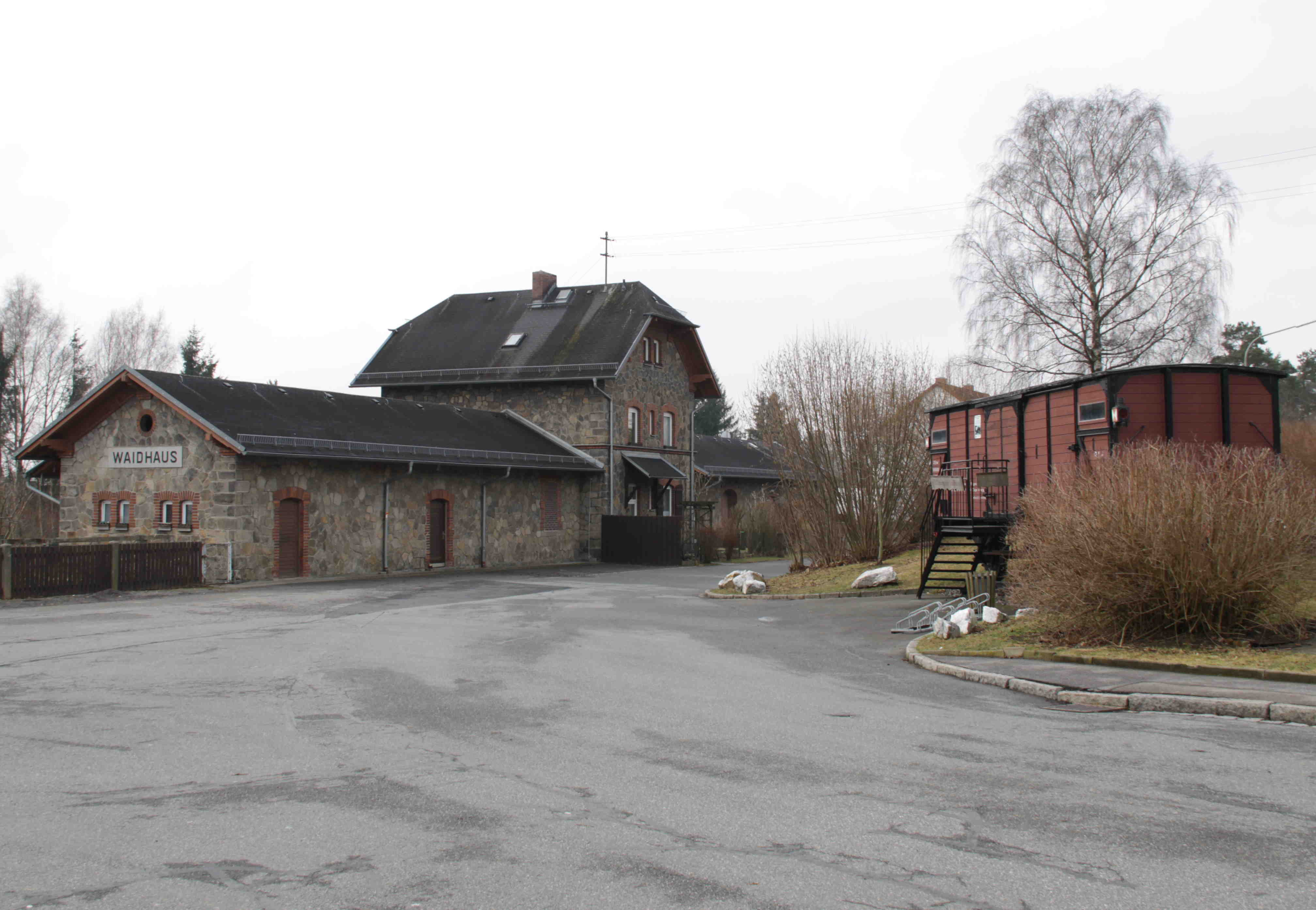
Bývalá železniční stanice Waidhaus